# Johan II av Holland
Johan II av Holland, född 1247, död 1304, var regerande greve av Hainaut 1280-1304 och Holland 1299-1304.